# Hornbartjärnen (Anundsjö socken, Ångermanland)
Hornbartjärnen är en sjö i Örnsköldsviks kommun i Ångermanland och ingår i Moälvens huvudavrinningsområde.